# Nationell solidaritet
Nationell solidaritet är en politisk paroll i modern svensk nationalism, med innebörden av ett oavlåtligt förverkligande av en inre hållning, som ej begär något för det egna jaget och är beredd att göra allt för det egna folket. Vilka som i praktiken avses med "det egna folket" är något som skiljer sig åt mellan olika användare av ordet. Nationell solidaritet kan ses som en modern synonym till ordet folkgemenskap.
Ett exempel ur ett partiprogram, där principen om den nationella solidariteten kommer till uttryck är skrivningen från Sverigedemokraternas partiprogram av 1999, där man kräver att "svenska skattemedel ska gå till svenska intressen i första hand".
Andra grupper och intressen som propagerar för och använder begreppet nationell solidaritet är högerextrema Nationaldemokraterna och nazistiska Svenska Motståndsrörelsen.